# Jake McCabe
Jake McCabe (né le 12 octobre 1993 à Eau Claire dans l'État du Wisconsin aux États-Unis) est un joueur professionnel américain de hockey sur glace. Il évolue au poste de défenseur.

## Biographie
McCabe a passé trois saisons avec les Badgers de l'Université du Wisconsin de 2011 à 2014 après avoir joué pour le programme de développement américain. Il est repêché par les Sabres de Buffalo au 44e rang lors du repêchage d'entrée dans la LNH 2012 alors qu'il venait de compléter sa première année à l'université.
En avril 2014, il signe son premier contrat professionnel avec les Sabres et rejoint l'équipe de la Ligue nationale de hockey vers la fin de la saison 2013-2014, avec lesquels il joue sept matchs. Il passe quasiment toute la saison 2014-2015 dans la Ligue américaine de hockey avec les Americans de Rochester, le club-école des Sabres. La saison suivante, après avoir disputé un match avec Rochester, il est rappelé par les Sabres. Il ne retourne pas dans les ligues mineures puisqu'il parvient à jouer 77 parties avec les Sabres.

## Statistiques

### En club
| Saison     | Équipe                         | Ligue      |     | Saison régulière | Saison régulière | Saison régulière | Saison régulière | Saison régulière |   | Séries éliminatoires | Séries éliminatoires | Séries éliminatoires | Séries éliminatoires | Séries éliminatoires |
| Saison     | Équipe                         | Ligue      | PJ  | B                | A                | Pts              | Pun              | PJ               | B | A                    | Pts                  | Pun                  |                      |                      |
| 2009-2010  | U.S. National Development Team | USHL       | 35  | 0                | 5                | 5                | 34               | -                | - | -                    | -                    | -                    |                      |                      |
| 2010-2011  | U.S. National Development Team | USHL       | 19  | 2                | 4                | 6                | 4                | -                | - | -                    | -                    | -                    |                      |                      |
| 2011-2012  | Université du Wisconsin        | WCHA       | 26  | 3                | 9                | 12               | 12               | -                | - | -                    | -                    | -                    |                      |                      |
| 2012-2013  | Université du Wisconsin        | WCHA       | 38  | 3                | 18               | 21               | 50               | -                | - | -                    | -                    | -                    |                      |                      |
| 2013-2014  | Université du Wisconsin        | Big 10     | 36  | 8                | 17               | 25               | 53               | -                | - | -                    | -                    | -                    |                      |                      |
| 2013-2014  | Sabres de Buffalo              | LNH        | 7   | 0                | 1                | 1                | 15               | -                | - | -                    | -                    | -                    |                      |                      |
| 2014-2015  | Americans de Rochester         | LAH        | 57  | 5                | 24               | 29               | 50               | -                | - | -                    | -                    | -                    |                      |                      |
| 2014-2015  | Sabres de Buffalo              | LNH        | 2   | 0                | 0                | 0                | 0                | -                | - | -                    | -                    | -                    |                      |                      |
| 2015-2016  | Americans de Rochester         | LAH        | 1   | 0                | 0                | 0                | 0                | -                | - | -                    | -                    | -                    |                      |                      |
| 2015-2016  | Sabres de Buffalo              | LNH        | 77  | 4                | 10               | 14               | 51               | -                | - | -                    | -                    | -                    |                      |                      |
| 2016-2017  | Sabres de Buffalo              | LNH        | 76  | 3                | 17               | 20               | 92               | -                | - | -                    | -                    | -                    |                      |                      |
| 2017-2018  | Sabres de Buffalo              | LNH        | 53  | 3                | 9                | 12               | 26               | -                | - | -                    | -                    | -                    |                      |                      |
| 2018-2019  | Sabres de Buffalo              | LNH        | 59  | 4                | 10               | 14               | 35               | -                | - | -                    | -                    | -                    |                      |                      |
| 2019-2020  | Sabres de Buffalo              | LNH        | 63  | 3                | 10               | 13               | 41               | -                | - | -                    | -                    | -                    |                      |                      |
| 2020-2021  | Sabres de Buffalo              | LNH        | 13  | 1                | 2                | 3                | 9                | -                | - | -                    | -                    | -                    |                      |                      |
| 2021-2022  | Blackhawks de Chicago          | LNH        | 75  | 4                | 18               | 22               | 33               | -                | - | -                    | -                    | -                    |                      |                      |
| 2022-2023  | Blackhawks de Chicago          | LNH        | 55  | 2                | 18               | 20               | 27               | -                | - | -                    | -                    | -                    |                      |                      |
| 2022-2023  | Maple Leafs de Toronto         | LNH        | 21  | 1                | 4                | 5                | 29               | 11               | 0 | 2                    | 2                    | 10                   |                      |                      |
| 2023-2024  | Maple Leafs de Toronto         | LNH        | 73  | 8                | 20               | 28               | 56               | 7                | 1 | 0                    | 1                    | 4                    |                      |                      |
| Totaux LNH | Totaux LNH                     | Totaux LNH | 577 | 33               | 119              | 152              | 348              | 18               | 1 | 2                    | 3                    | 14                   |                      |                      |

### En équipe nationale
| Année | Compétition                  |   | PJ | B | A | Pts | Pun           |  | Résultat |
| 2011  | Championnat du monde -18 ans | 6 | 0  | 1 | 1 | 0   | Médaille d'or |  |          |
| 2013  | Championnat du monde junior  | 7 | 3  | 3 | 6 | 16  | Médaille d'or |  |          |
| 2014  | Championnat du monde         | 8 | 0  | 0 | 0 | 2   | 6e place      |  |          |
| 2016  | Championnat du monde         | 8 | 1  | 1 | 2 | 0   | 4e place      |  |          |

## Trophées et honneurs personnels

### NCAA (National Collegiate Athletic Association)
- 2012-2013 : nommé dans la troisième équipe d'étoiles de la WCHA
- 2013-2014 :
  - nommé dans la première équipe d'étoiles de Big Ten
  - nommé dans la première équipe d'étoiles de la région Ouest de la NCAA